# Bora Dagtekin
Bora Dağtekin (* 27. října 1978 Hannover) je německý scenárista a režisér tureckého původu.

## Životopis
Jeho otec je původem z Turecka. Studoval scenáristiku na Bádensko-Württemberské filmové akademii v Ludwigsburgu, kde absolvoval v roce 2006 s akční variací na Schillerovy Loupežníky. Celosvětově se proslavil jako hlavní autor seriálu Turečtina pro začátečníky, který získal několik mezinárodních ocenění a nominací.
V roce 2006 napsal první scénář k celovečernímu filmu, kterým byl Kde je Fred?, v hlavních rolích s Tilem Schweigerem a Jürgenem Vogelem. V roce 2007 vytvořil pilotní díl k seriálu Deník doktorky, na kterém následně po tři série pracoval. V roce 2008 za práci na seriálu získal televizní ceny Deutscher Fernsehpreis a Deutscher Comedypreis. Ve stejném roce se též podílel na filmové parodii s názvem ProSieben FunnyMovie - Eine wie keiner. V roce 2012 přišel jeho režijní debut s filmem Turecky snadno a rychle, ke kterému i napsal scénář. V roce 2013 napsal a režíroval komedii Fakjů pane učiteli, ke které vzniklo v roce 2015 pokračování, s názvem Fakjů pane učiteli 2, na kterém se rovněž podílel jako režisér a scenárista. Dne 26. října 2017 měl v Německu premiéru v pořadí třetí díl, s názvem Fakjů pane učiteli 3, na kterém se opět podílel jako scenárista a režisér.

## Filmografie

### Scénář
| Rok       | Název                                  | Poznámky         |
| --------- | -------------------------------------- | ---------------- |
| 2001      | Gute Zeiten, schlechte Zeiten          | televizní seriál |
| 2003      | Toyotafahrer leben länger              |                  |
| 2004      | Kámoši, holky a prachy                 |                  |
| 2004-2005 | Schulmädchen                           | televizní seriál |
| 2005      | Season Greetings                       |                  |
| 2005      | Meine schönsten Jahre                  | televizní seriál |
| 2006      | Kde je Fred?                           |                  |
| 2006-2008 | Turečtina pro začátečníky              | televizní seriál |
| 2008      | ProSieben FunnyMovie - Eine wie keiner |                  |
| 2008-2011 | Deník doktorky                         | televizní seriál |
| 2010      | Utajená láska                          | televizní film   |
| 2012      | Turecky snadno a rychle                |                  |
| 2013      | Fakjů pane učiteli                     |                  |
| 2015      | Fakjů pane učiteli 2                   |                  |
| 2017      | Fakjů pane učiteli 3                   |                  |
| 2024      | Fakjů princezny                        |                  |

### Režie
| Rok  | Film                    |
| ---- | ----------------------- |
| 2012 | Turecky snadno a rychle |
| 2013 | Fakjů pane učiteli      |
| 2015 | Fakjů pane učiteli 2    |
| 2017 | Fakjů pane učiteli 3    |